# Atmosfeer van Titan

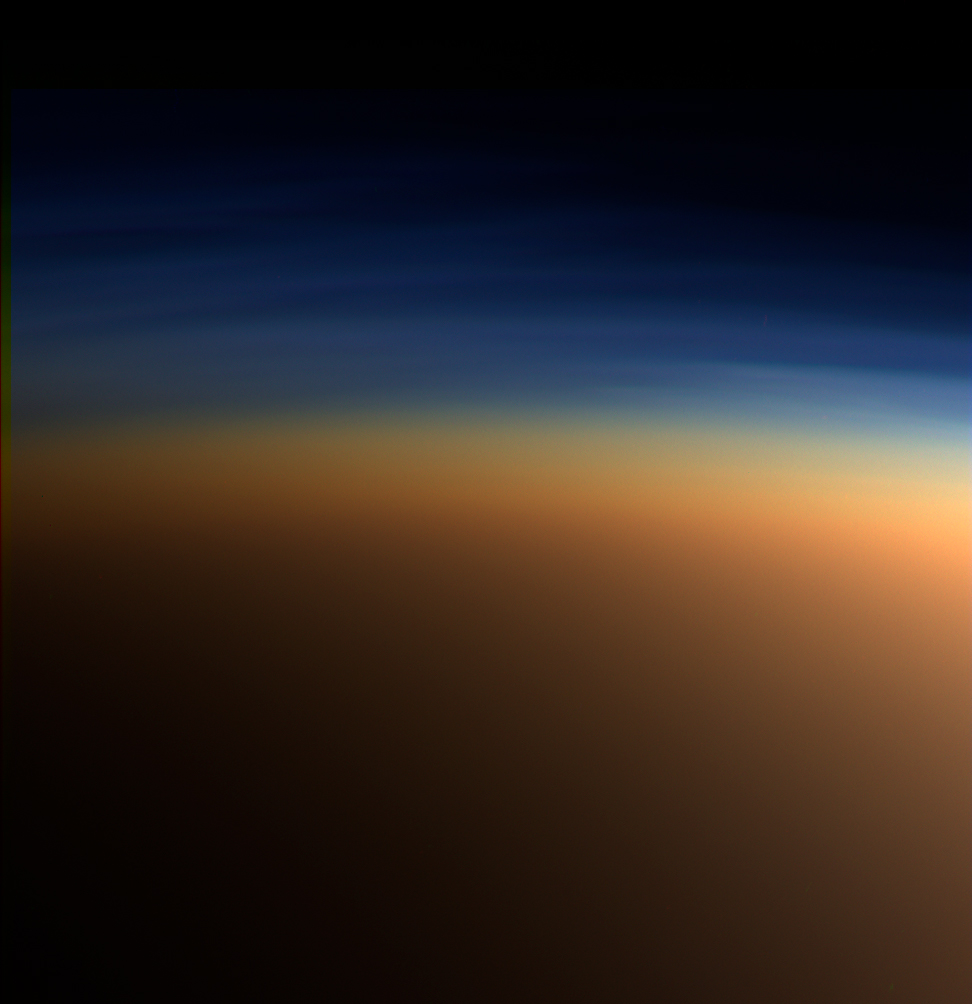
Foto in oorspronkelijke kleuren van de hoge atmosfeer van Titan.

De Saturnusmaan Titan is de enige maan (natuurlijke satelliet) uit het zonnestelsel met een dikke en compacte atmosfeer. Titans atmosfeer heeft een dikte van ongeveer 1200 kilometer, wat ze bijna twee keer zo dik maakt als de aardatmosfeer. Ze roteert, net zoals bij de planeet Venus, sneller dan de eigen rotatiesnelheid van de maan. Dit noemt men een superroterende atmosfeer. Dankzij de Cassini-Huygens-missie in 2004 waarbij de sonde Huygens op 14 januari 2005 op Titan landde, hebben onderzoekers gedurende 90 minuten veel informatie over deze maan toegestuurd gekregen. Hierdoor is veel meer bekend geworden over de atmosfeer en de weersverschijnselen die zich afspelen.
De lagere atmosfeer van Titan bestaat voornamelijk uit stikstof (94,2%), methaan (5,65%) en waterstof (0,099%). Er zijn sporen van andere koolwaterstoffen aanwezig, zoals ethaan, diacetyleen, methylacetyleen, acetyleen, PAK's en andere gassen, zoals cyanoacetyleen, waterstofcyanide, acetonitril, argon en helium. De oppervlaktedruk is ongeveer 50% hoger dan op Aarde met (1,5 bar), wat dicht bij het tripelpunt van methaan ligt, wat ervoor zorgt dat er gasvormig methaan in de atmosfeer en vloeibaar methaan op het oppervlak aanwezig is. De oranje kleur die vanuit de ruimte zichtbaar is, wordt veroorzaakt door kleine hoeveelheden van complexere verbindingen, vermoedelijk tholinen.

## Opbouw

Stratigrafie van de atmosfeer, met verschillende lagen en meteorologische fenomenen (schaalgetrouw)

De atmosfeer van Titan sterkt zich veel verder de ruimte in in vergelijking met de dampkring. Dit komt door de geringe gravitatiekracht van Titan.
Net zoals bij de aardatmosfeer kunnen we de atmosfeer opdelen in vier lagen: de tropo-, strato-, meso- en thermosfeer.
- Troposfeer: In deze onderste laag van de atmosfeer van Titan spelen de meeste meteorologische processen zich af. Hoe hoger in de troposfeer, hoe lager de temperatuur, waardoor op een bepaalde hoogte het methaan- en ethaangas gaat condenseren. Hierdoor ontstaan wolken en kan het regenen als de luchtvochtigheid hoog genoeg is. Titan is de enige gekende plaats die net zoals op Aarde een vloeistofcyclus heeft.[1] Bij de Aarde spreekt men van een watercylus. Aan het oppervlak heeft Titan een temperatuur rond de 94 kelvin (K).
- Tropopauze: Op 40 km hoogte bevindt zich de tropopauze. Hier is een plaatselijk temperatuur minimum van 70 K (−203 °C).[4]
- Stratosfeer: In de stratosfeer bevindt zich de tholinenevel (zie chemische samenstelling) op een hoogte van 100 à 210 km. Deze heeft een oranje kleur en verhindert dat we naar het oppervlak van Titan kunnen kijken. Op ongeveer 80 km hoogte zijn de temperatuurschommelingen gedurende één Saturnusjaar (29,5 jaar) het grootst. Hier zijn de seizoenen dus het beste waarneembaar.[5]
- Stratopauze: De stratosfeer eindigt op een hoogte rond 300 à 310 km.
- Mesosfeer: De mesosfeer bevat een tweede afzonderlijke nevel laag die zich tussen de 450 en 500 km hoogte bevindt.
- Mesopauze: De grens tussen de mesosfeer en de thermosfeer is ongeveer op 490 à 600 km boven het oppervlak van Titan.
- Thermosfeer/ ionosfeer: De thermosfeer is de laag waarin de productie van heel grote en zware ionen plaatsvindt.[4](p.26) Vandaar dat de ionosfeer ook deels overlapt met de thermosfeer. Enkele chemische processen die er plaatsvinden zijn:[4]

{\displaystyle {\ce {N_{2}\to N_{2}^{+},N^{+},N}}}{\displaystyle {\ce {CH_{4}\to CH_{4}^{+},CH_{3}^{+}}}}

### Luchtdruk en dichtheid
De atmosferische druk van Titan bedraagt 1,5 bar. De dichtheid is zo'n 4,4 keer groter als die van op aarde.

## Chemische samenstelling

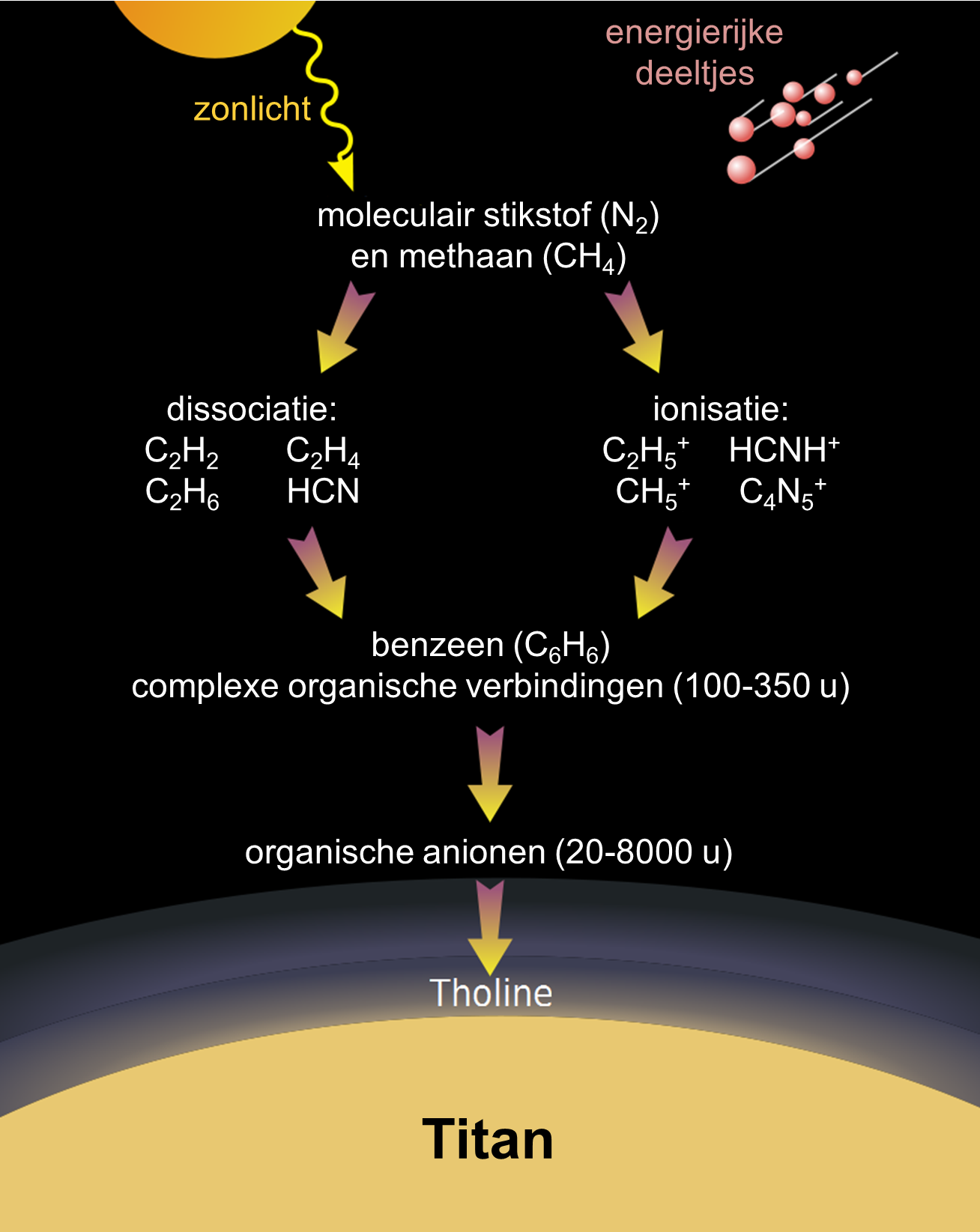
Vorming van tholines

De atmosfeer van Titan bestaat voornamelijk uit distikstof (ook: stikstofgas) en methaan. De eerstgenoemde komt enkel in gasvormige toestand voor op Titan, net zoals het op de Aarde doet. De laatstgenoemde komt ook voor als vloeistof en speelt een gelijkaardige rol als water op Aarde, met allerlei meteorologische processen (denk aan regen en wolkenvorming) tot gevolg.
Er zijn daarnaast een 1000-tal complexe organische moleculen ontdekt in de atmosfeer. Deze ontstaan onder invloed van uv-licht of hoogenergetische deeltjes (die versnelden door het magnetisch veld van Saturnus) uit eenvoudige verbindingen als N2 en CH4. Omdat deze specifieke groep organische moleculen wel vaker voorkomt in buitenaardse atmosferen bedacht Carl Sagan de verzamelnaam tholines. Deze tholines geven de atmosfeer zijn karakteristieke oranjekleurige nevel.
In de troposfeer (de laag vlak boven het oppervlak) komt meer dan 97% stikstofgas en iets minder dan 3% methaangas voor. Het percentage H2 ligt rond de 0,2%.
De stratosfeer van Titan is samengesteld uit 98,4% distikstof (N2), 1,4% methaan (NH4) en 0,1% waterstofgas (H2), met nog enkele kleine hoeveelheden spoorgassen: koolwaterstoffen (zoals ethaan (C2H6), diacetyleen (C4H2), propyn (C3H4), ethyn (C2H2), cyanoacetyleen (C3HN), cyaanamide (CH2N2) ...), koolstofdioxide (CO2), koolstofmonoxide (CO), oxalonitril (C2N2), argon en helium.

### Gelijkenis aardse oeratmosfeer
De huidige atmosfeer van Titan lijkt sterk op de oeratmosfeer van de Aarde. Hierdoor is het een uitstekend laboratorium waarin chemische en fysische processen kunnen onderzocht worden om zo beter de chemische evolutie van de primordiale aardatmosfeer te begrijpen. Daarnaast kan men onderzoeken of in Titans atmosfeer prebiotische chemische processen plaatsvinden waarin het leven op aarde ontstaan zou zijn.

### Herkomst methaan
Het is nog steeds een mysterie waarom Titan na 4,6 miljard jaar nog zo een hoge concentratie methaan bezit. Deze wordt geleidelijk omgezet in complexere moleculen die we tholines noemen. Bijgevolg moet er dus een toevoer van methaan zijn om de hoge concentratie methaan op peil te houden. Een mogelijke hypothese is dat het methaan in de atmosfeer afkomstig is van het binnenste van de maan en dat deze door zogenaamde cryovulkanen in de atmosfeer terechtkomen.

## Evolutie
Men kan onderzoeken hoe de atmosfeer van Titan vroeger was samengesteld door de verhouding van isotopen die men er nu in terugvindt te bestuderen. Zo heeft men gegevens kunnen verzamelen over de verhouding stikstof-14 ten opzichte van stikstof-15. Doordat 14N iets lichter is dan 15N, ontsnapt het iets sneller uit de atmosfeer door fotolyse en verhitting, waardoor de relatieve concentratie van 15N langzaam toeneemt. Uit het hoge percentage 15N kan worden afgeleid dat er aanvankelijk nog meer stikstof is geweest, en dat de atmosfeer dus ook nog vele malen dikker is geweest dan nu.
Men vermoed dat het merendeel van de distikstofmoleculen al ontsnapt is in de eerste 50 miljoen jaar na de vorming van Titan.
De oorsprong van het stikstof in Titans atmosfeer is waarschijnlijk te verklaren vanuit fotolyse van geaccreteerd en ontgast ammoniak (NH3). Een alternatieve hypothese is dat N2 vrijgekomen zou kunnen zijn uit clathraten (chemische stof bestaande uit een rooster waarin moleculen gevangen zitten), maar dan zouden argon-36 en argon-38 (wat eveneens initiële isotopen van het zonnestelsel zijn) ook in aanzienlijke hoeveelheden in de atmosfeer aanwezig moeten zijn, maar daarvan is geen sprake. Om deze gassen op te sluiten in clathraten is een temperatuur van minder dan ongeveer 40 kelvin vereist, en blijkbaar was de temperatuur hoger in de accretieschijf van de oer-planeet Saturnus. Vermoedelijk was de temperatuur op Titan destijds zelfs hoger dan 75-100 K, waardoor de ophoping van NH3 als hydraten werd beperkt. Waarschijnlijk was de temperatuur in de accretieschijf van de jonge Jupiter nog wat hoger door de nabijheid van de zon en de grotere zwaartekracht van Jupiter, waardoor daar nauwelijks ammoniak kon worden vastgehouden, zodat de Jupitermanen geen stikstof-atmosfeer kregen.
Huidige inzichten suggereren dat ongeveer 50% van Titans massa bestaat uit silicaten. De rest zou voornamelijk bestaan uit ijs (H2O) en ammoniak-hydraten (NH3 · H2O). Ammoniak, mogelijk dus de oorspronkelijke bron van Titans atmosferische stikstofgas, zou maar liefst 8% van de massa van alle hydraten uitmaken.